# سن خاویر، بنی
سن خاویر (به اسپانیایی: San Javier) یک منطقهٔ مسکونی در بولیوی است که در استان سرکادو (بنی) واقع شده‌است.